# Trốn tìm
Trốn tìm cũng gọi là chơi 5-10 là trò chơi phổ biến của trẻ em, số lượng người chơi không hạn chế (nhưng ít nhất là ba). Mục đích là một người đi tìm còn những người kia lẩn trốn. Người bị chỉ định là "người tìm" thường nhắm mắt và úp mặt vào một vật lớn như bức tường hoặc thân cây rồi hô lớn một chuỗi con số; ở Việt Nam thì đếm lớn tiếng: 5, 10, 15, 20, 25... cho đến khi đạt 100 thì người tìm mở mắt rồi bắt đầu đi vòng quanh tìm những người kia. Trong khi còn đếm thì những người kia có thì giờ chạy trốn.
Trò chơi kết thúc bằng nhiều cách. Người tìm khi phát hiện một người trốn thì có thể hô lớn tên đương sự và vị trí của họ, kể như người trốn bị loại. Một biến thể khác là người trốn khi bị phát hiện phải đứng yên bất động ở vị trí đó. Biến thể khác nữa là người trốn dù bị phát hiện nhưng nếu nhanh chân chạy trở lại vị trí đầu tiên và đập tay vào vật mà người tìm úp mặt lúc khởi đầu đếm thì coi như "sống". Nếu người tìm chạy về trước và đập tay vào chỗ đếm khởi đầu thì người trốn đó bị loại. Người nào trốn tránh được lâu nhất hoặc người tìm bỏ cuộc thì người trốn là kẻ thắng.
Trò chơi là một ví dụ truyền thống truyền miệng, thường được trẻ em dạy nhau chơi từ thế hệ này sang thế hệ khác.

## Thi đấu quốc tế
Giải thi đấu trốn tìm vô địch thế giới chính thức có tên là "Nascondino World Championship" là cuộc thi trốn tìm quốc tế độc đáo. Đây là một trò chơi tập thể dành cho người lớn dựa theo trò chơi trốn tìm cổ điển. Nhóm người chơi được chia theo phái tính. Kỳ tổ chức lần đầu là năm 2010 tại thành phố Bergamo, Ý. Từ đó trở đi Nascondino lần lượt diễn ra mỗi mùa hè tại Ý, chơi ở ngoài trời ở địa điểm sẵn có nhiều chỗ trốn. Kỳ thi năm 2017 diễn ra vào Tháng 9 với 70 đội đến từ 11 quốc gia trên thế giới tham gia.